# Amalophyllon roezlii
Amalophyllon roezlii är en tvåhjärtbladig växtart som först beskrevs av Eduard August von Regel, och fick sitt nu gällande namn av Boggan, L.E. Skog och Roalson. Amalophyllon roezlii ingår i släktet Amalophyllon och familjen Gesneriaceae. Inga underarter finns listade i Catalogue of Life.